# Doumaintang
Doumaintang es una comuna camerunesa perteneciente al departamento de Haut-Nyong de la región del Este.
En 2005 tiene 7956 habitantes, de los que 591 viven en la capital comunal homónima.
Se ubica en el oeste de la región, unos 60 km al suroeste de la capital regional Bertoua.

## Localidades
Comprende, además de Doumaintang, las siguientes localidades:
| - Baditoum - Badouma I - Bakoumbiam - Balengue - Bamekok - Djende I - Kabili - Kongsimbang - Kouambang I - Mbaguempal - Mbame | - Mbanghakou - Mendjime - Menyangoua - Ngandame - Ngodomou - Ngomdouma - Oulbiam - Ouldik - Sallé - Seguelendom |